# C言語プログラミング能力認定試験
C言語プログラミング能力認定試験（シーげんごプログラミングのうりょくにんていしけん）は、サーティファイが実施している民間の検定試験である。

## 概要
1992年より実施。C言語を用いたプログラミング能力を評価する試験であり、主にプログラマを目指す者が受験している。
C言語の実務能力を測定する試験としては知名度が高く、企業でも信頼されている資格となっている。また、ITスキル標準（ITSS）ではスキルレベル3とされている。

## 試験科目、区分
受験級は、1級、2級、3級の3段階でレベル分けされている。
認定基準
- 1級：C言語を駆使し、応用プログラム(言語処理系、ユーティリティなど)が作成できる能力を有する。また、使用しているオペレーティングシステムについて理解をしている。
- 2級：小規模のプログラム(500行程度)が適切に(理路整然、簡潔、正しく、速く)書ける。また、各種の基本的なアルゴリズムを理解している。
- 3級：C言語の概念を理解し、簡単なプログラムが書ける。

## 試験形式
1級
- パソコンを使用した実技試験である。
- サーティファイが事前に公開しているテーマプログラム(1,700行程度)に対する仕様変更、仕様追加に対応したプログラム作成(コーディング・入力・コンパイル・デバッグを含む)、および変更仕様書の作成を行う。
- テーマプログラムは過去問題集にも収録されている。
- 2問必須。試験時間は150分。60%以上の得点率で合格となる。

2級
- 多岐選択式・マークシート形式の筆記試験である。
- C言語プログラミングに必要なプログラミング知識・技能を出題範囲に従って出題される(プログラムの空欄を補完する問題を含む)。3級に比べて応用的な問題が多い。
- テーマ別大問8問程度必須。試験時間は90分。60%以上の得点率で合格となる。

3級
- 多岐選択式・マークシート形式の筆記試験である。
- C言語プログラミングに必要なプログラミング知識・技能を出題範囲に従って出題される(プログラムの空欄を補完する問題を含む)。2級に比べて基礎的な問題が多い。
- テーマ別大問6問程度必須。試験時間は60分。60%以上の得点率で合格となる。

## 実施スケジュール、試験会場
公開試験は、1級および2級では1月下旬と6月下旬の年2回、3級ではこれに加えて9月下旬にも実施される（年3回）。
公開会場は札幌市、東京特別区、名古屋市、大阪市、福岡市の全国5都市に設置される。
なお、大学、短期大学、専修学校、高等学校、企業等が団体受験を申し込むこともできる。団体受験の場合、試験日時と会場は個別に設定することができる。